# Daniłowo Duże
Daniłowo Duże is een plaats in het Poolse district Białostocki, woiwodschap Podlachië
powiat=Białostocki. De plaats maakt deel uit van de gemeente Łapy en telt 250 inwoners.

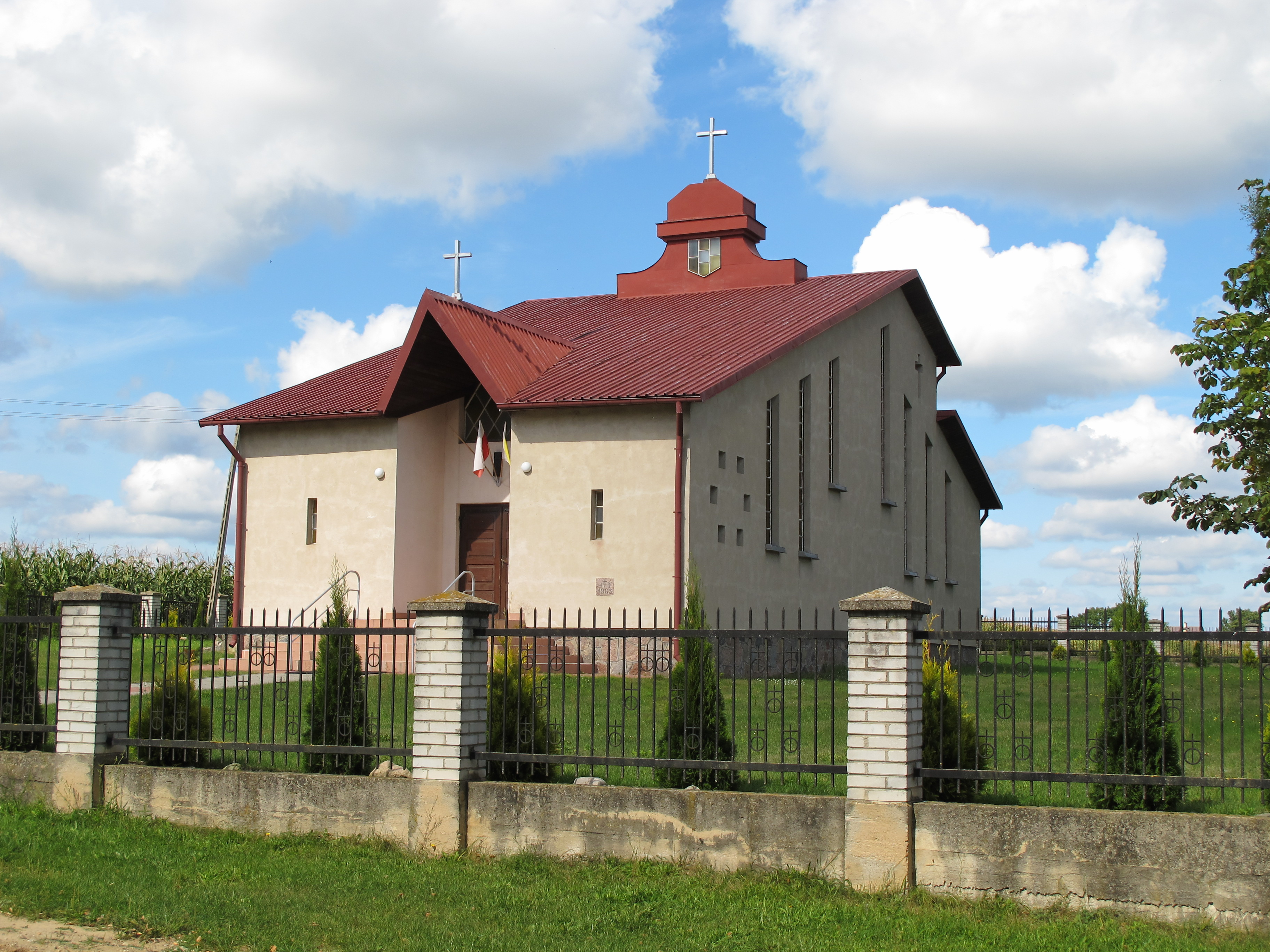
Kerk